# Panteón (mitología)
Panteón es el conjunto de todos los dioses de una religión o mitología politeísta particular, como los dioses del hinduismo, la mitología nórdica, la mitología grecolatina, la mitología maya o la mitología mexica.
Proviene del griego clásico πᾶν, pan: ‘todo’ y θεών, theón: ‘de los dioses’ > Πάνθειον > Panthĕon: ‘todos los dioses’.
Desde el siglo XVI la palabra también ha sido usada en un sentido secular, refiriéndose , a un grupo de gente exaltada.